# Ludvig Dam
Hans Peter Ludvig Dam (24 de marzo de 1884 - 29 de marzo de 1972) fue un nadador danés de estilo libre y de espalda, que compitió en los Juegos Olímpicos intercalados de 1906 y en los Juegos Olímpicos de Londres 1908.
En los Juegos Olímpicos intercalados de 1906, fue sexto en su serie de 100 metros estilo libre y no avanzó a las etapas siguientes.
En los Juegos Olímpicos de Londres 1908, ganó la medalla de plata en los 100 metros de estilo espalda. Él era también un miembro del equipo danés 4x200 metros estilo libre relé, que quedó en segundo lugar en dicha competencia y sin avanzar.